# Tre kronor (tv-serie)
Tre kronor er en svensk dramaserie skabt af Peter Emanuel Falck, der blev sendt i 123 afsnit på TV4 mellem 1994 og 1999. Medvirkende tæller blandt andre Ulf Brunnberg, Christina Schollin, Bertram Heribertson og Ing-Marie Carlsson.
Serien foregår i den fiktive forstad Mälarviken, der ligger i nærheden af Stockholm, og hvor man følger familierne i det lille samfund. Forstadens idrætshal, der bærer navnet Tre kronor, er det centrale samlingspunkt, hvor de unge træner og hvor mange af forældrene arbejder.
De ydre scener i serien blev filmet i Sätra, en forstad til Stockholm, og interiørerne blev filmet i et studie på Kvarnholmen samt i Kungens Kurva, Huddinge kommun.

## Medvirkende (i udvalg)
- Bertram Heribertson - Reine Gustavsson
- Ing-Marie Carlsson - Mimmi Gustavsson
- Ulf Brunnberg - Hans Wästberg
- Christina Schollin - Birgitta Wästberg
- Jonatan Rodriguez - Tage Lindgren
- Björn Bjelfvenstam - Vener Johnsson
- Noomi Rapace - Lucinda Gonzales
- Johanna Sällström – Victoria Bärnsten
- Tina Leijonberg - Pernilla Frisk Lindgren
- Per Ragnar - Sten Frisk
- Catherine Hansson - Lena Sjökvist
- Richard Sseruwagi - Salongo Sali